# Eleme
L'eleme és una llengua que es parla al sud de Nigèria, a la LGA de' Eleme, a l'estat de Rivers.
L'eleme és una llengua ogoni del grup lingüístic de les llengües ogoni occidentals. Aquestes formen part de la família lingüística de les llengües del riu Cross. L'altra llengua del mateix grup lingüístic és el baan.

## Ús
L'eleme és una llengua desenvolupada (5); està estandarditzada i el seu ús és vigorós. S'utilitza a casa i la parlen persones de totes les edats.S'escriu en alfabet llatí des del 1990. Segons l'ethnologue, el 1990 hi havia 58.000 parlants d'eleme, el 5% dels quals era monolingüe.

## Població i religió
El 88% dels 89.000 elemes són cristians; d'aquests, el 40% són d'esglésies cristianes independents, el 25% són anglicans, el 20% protestants i el 15% catòlics. El 12% dels elemes restants creuen en religions tradicionals africanes.